# Allövbagge
Allövbagge (Agelastica alni) är en skalbaggsart som först beskrevs av Carl von Linné 1758.  Allövbagge ingår i släktet Agelastica och familjen bladbaggar. Arten är reproducerande i Sverige. Inga underarter finns listade i Catalogue of Life.

## Bildgalleri

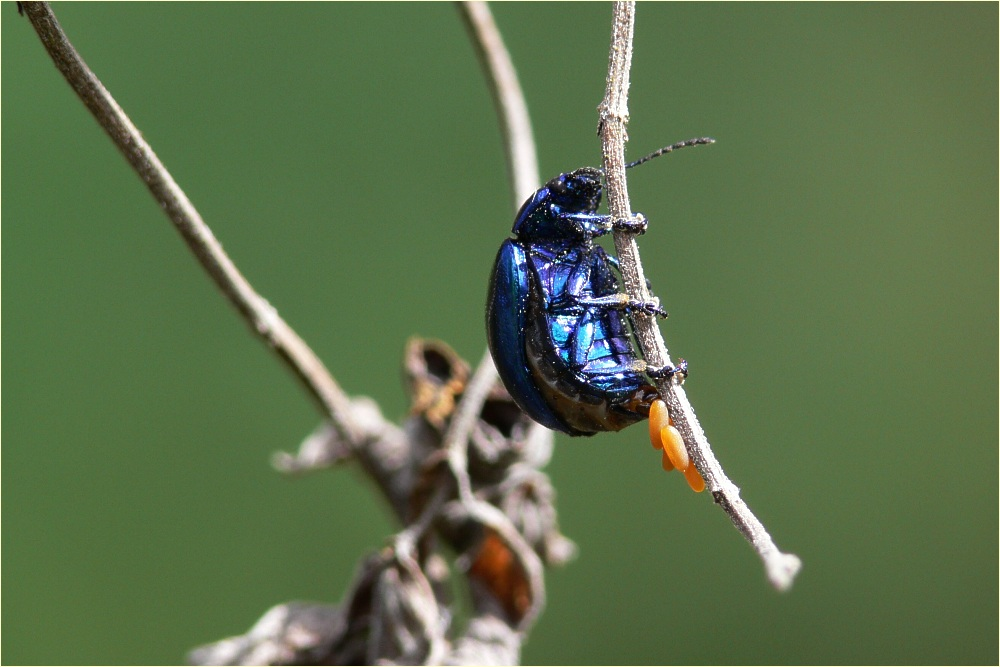
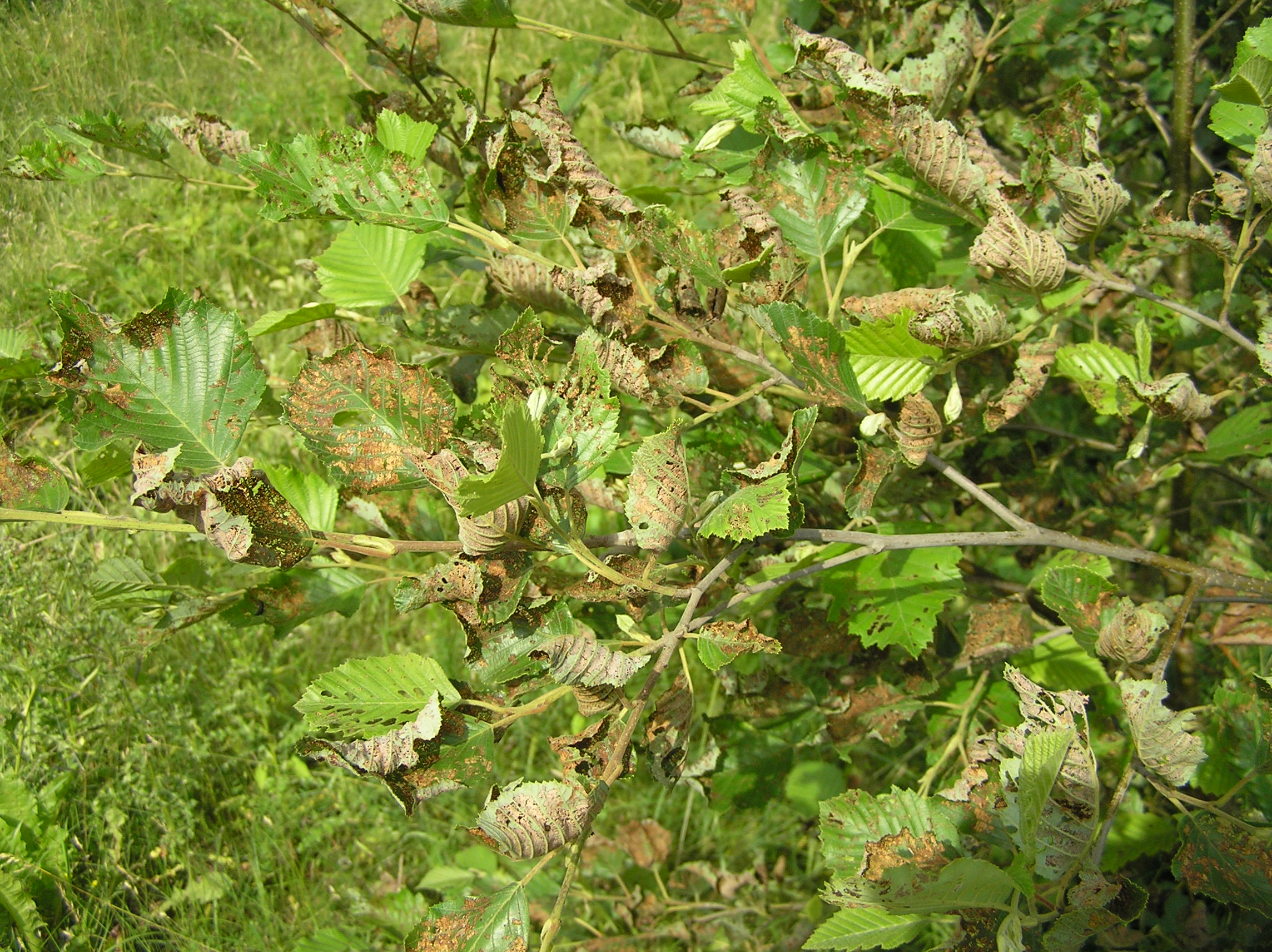
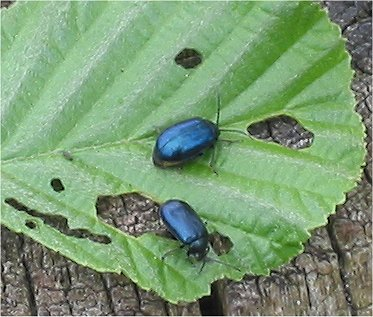
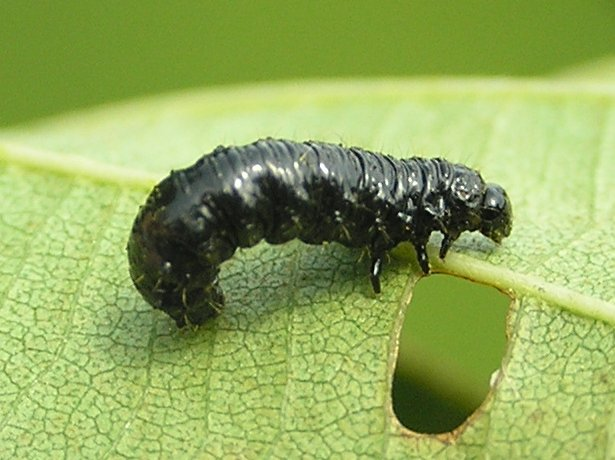
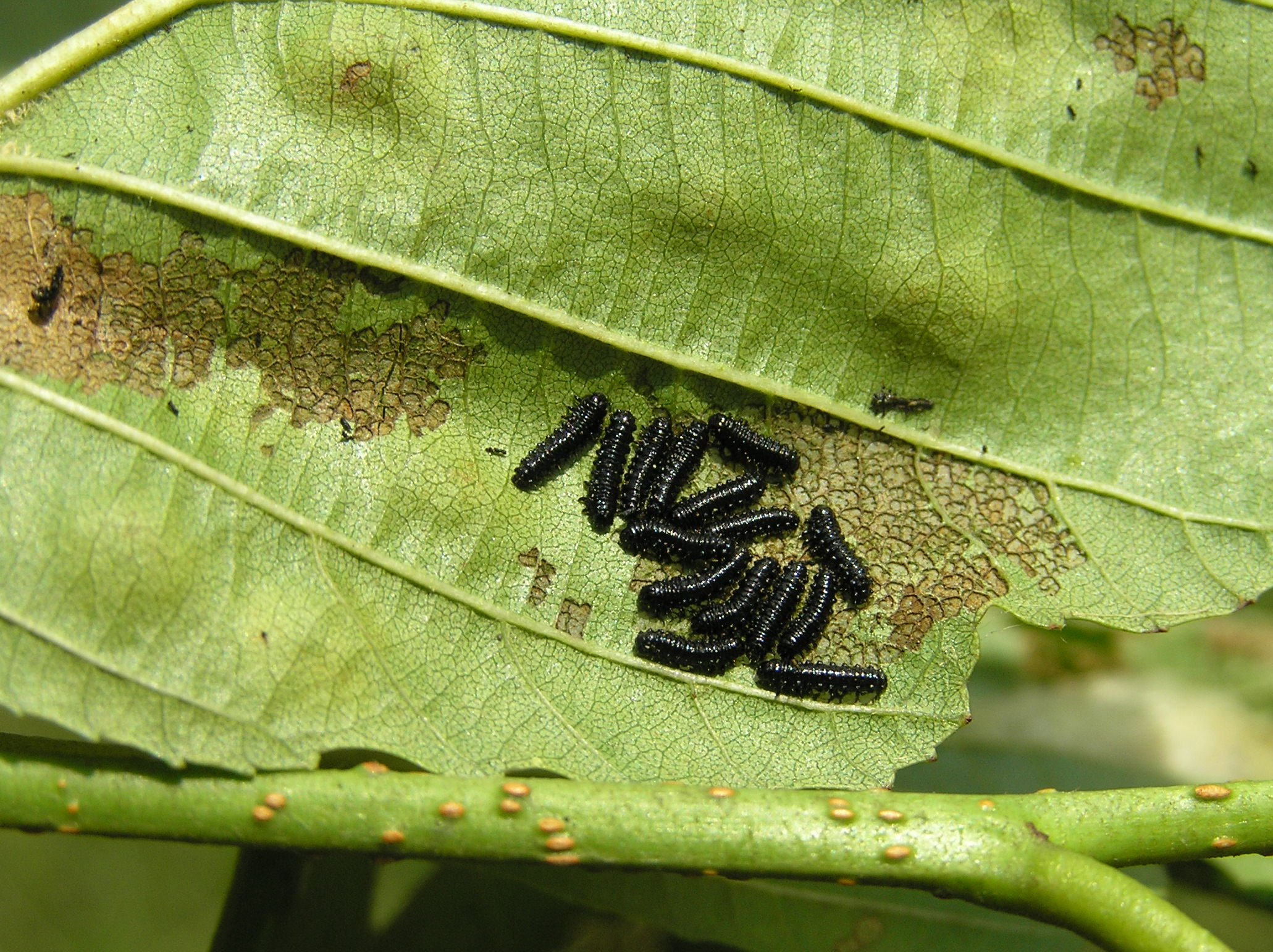
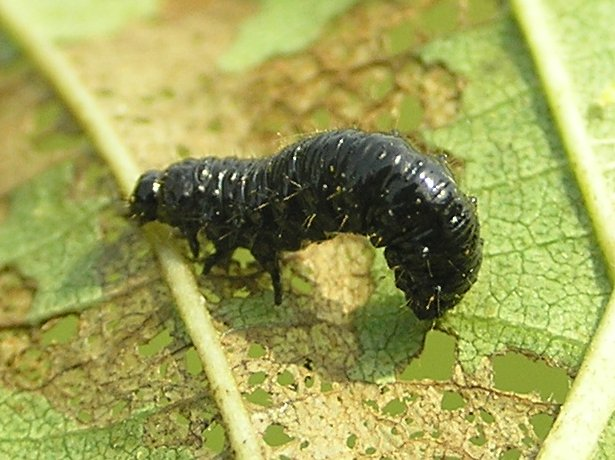